# .lt
.lt là tên miền quốc gia cấp cao nhất (ccTLD) của Litva.